# Carlos Inglês de Sousa
Carlos Inglês de Sousa (Aracaju, 11 de fevereiro de 1882 — Rio de Janeiro, 27 de julho de 1948) foi um economista brasileiro.

## Biografia
Filho do advogado, escritor e político brasileiro Inglês de Sousa e de Carlota de Andrada Peixoto, Carlos Inglês de Sousa casou-se em fevereiro de 1908 com Guiomar Portela (1890-1963).
Em 1924, publicou A Anarquia Monetária e suas Consequências obra em que analisava as fraquezas da moeda no primeiro século da  historia do Brasil independente e propunha um sistema de conversão para uma moeda mais forte.
Em novembro de 1926, publicou Restauração da Moeda no Brasil, que dedicou ao recém eleito presidente Washington Luís Pereira de Sousa "como modesta colaboração ao seu patriótico programa de saneamento da moeda nacional". Naquela obra, retomava a preconização para amelioração da moeda (já exposta em A Anarquia Monetária e suas Consequências) e incorporou "uma formula para se substituir a unidade mil-réis pela de Cruzeiro, se este for o nome escolhido (...)".
Esta é a primeira referência direta ao nome Cruzeiro' como moeda de substituição ao mil-réis então em circulação. A mudança de nome só foi concretizada em 1 de novembro de 1942.
Com a publicação desse último livro, consolidou sua relativa notoriedade nos meios econômicos e políticos do fim da República Velha. Graças ao seu plano para a amelhoração das contas públicas, o respectivo saneamento monetário, e uma estrutura administrativa mais eficiente, foi notado pelo candidato à presidência da República Washington Luís Pereira de Sousa em cuja plataforma de governo do candidato, o saneamento da moeda tinha lugar de destaque.
Em 1926, com a mudança de governo, Carlos Inglês de Sousa foi nomeado em 28 de abril de 1927 Diretor do Banco do Brasil (que desempenhava então o papel de Banco Central) pelo recém-eleito presidente Washington Luís Pereira de Sousa. Após a Revolução de 30 e a deposição do presidente Washington Luís, o mandato de Carlos Inglês de Sousa não foi renovado e ele deixou à diretoria em 28 de novembro de 1930.
Durante a sua passagem pelo governo não teve tempo para efetuar a mudança da moeda, o que só ocorreu em 1942 no governo de Getúlio Vargas.
Com a Revolução de 30, deixou a diretoria do Banco do Brasil, afastou-se da vida publica e instalou-se na Granja Embaré, em Taubaté onde viveu até 1946.
Com a deposição de Getúlio Vargas em 1945, tentou um retorno à vida pública como candidato à Deputado federal pelo estado de São Paulo na eleição de 19 de janeiro de 1947 pelo Partido Social Progressista (PSP) (em coligação com o Partido Comunista do Brasil - PCB), onde obteve somente 11.637 votos, não sendo eleito e ficando para suplente.
Faleceu no Rio de Janeiro em 27 de julho de 1948 deixando esposa e 2 filhos: Helena Inglês de Sousa Regis Bittencourt e Carlos Herculano Inglês de Sousa.

## Obras econômicas
- A Anarquia Monetária e suas Consequências. São Paulo: Editora Monteiro Lobato, 1924
- Restauração da Moeda no Brasil. São Paulo, Casa Garraux, 1926
- Moeda e governo no Brasil, traços de nossa história financeira; estudo de nossa desorganização monetária; sugestões para o saneamento da moeda e para uma estrutura administrativa mais eficiente, São Paulo, 1946

## Artigos sobre economia em jornais
- Jornal do Comercio, Rio de Janeiro, 1919-1921
- O Estado de São Paulo, São Paulo, 1925-1926

## Conferências
- A situação monetária, Conferência realizada na Sociedade de Agricultura do Rio de Janeiro em 1921
- A solução da crise econômica brasileira, conferência realizada na Associação Comercial de São Paulo e publicada em folheto, 1925